# Алвар (княжество)

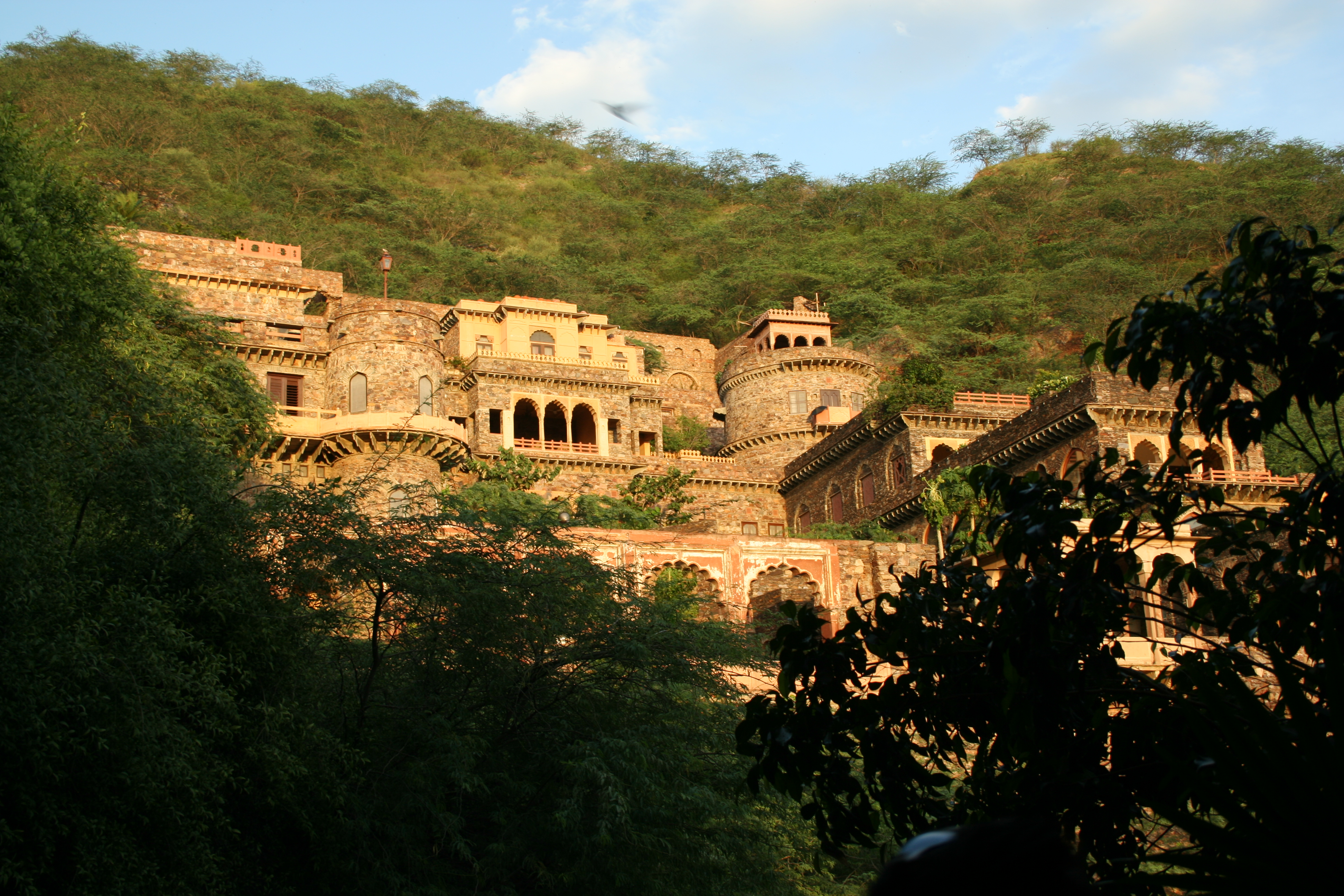
Нимрана, древний город в княжестве Алвар

Княжество Алвар — туземное княжество со столицей в Алваре в период британского владычества в Индии.
Основано в 1775 году Пратапом Сингхом Прабхакаром. Его последний правящий правитель, махараджа сэр Тедж Сингх Прабхакар Бахадур (1911—2009), подписал договор о вступлении в Индийский союз 7 апреля 1949 года. В провинции Радшпутана, состоящей в Бенгальском президентстве, на конец XIX столетия, было небольшое индобританское вассальное государство Альвар или Ульвар. Альвар или Ульвар при 7 382 квадратных километрах имел, на 1811 год, 682 926 жителей обоего полу. Главный городок Альвар лежит под 27°15′ северной широты и 76°45′ западной долготы от Гринвича и имел, на 1881 год, 49 867 жителей обоего полу.

## История
После смерти Аурангзеба внутренние раздоры побудили мелких вождей взять власть в свои руки. Махараджа Сураджрмал из Бхаратпура завоевал крепость Алвар и часть прилегающей территории. Но его сын Джавахар Сингх, потерпев поражение от джайпурского правителя в битве при Маонда-Мандоли, потерял территорию, завоеванную его отцом. Маратхи заняли Тиджару и Кишангарх. В 1775 году Пратап Сингх из семьи Нарука приобрел Форт Алвар и основал княжество Алвар.

### Наруки
Нарука — это субклан раджпутов Качвахи, которые утверждают, что происходят от Куши, старшего сына Рамы. Говорят что они мигрировали из Айодхьи в Амбер, где у Рао Удай Карана (1367) родился сын Нар Сингх. Бар Сингх, который, как говорят, был его старшим сыном, отказался от своего права наследования в пользу своего брата Нар Сингха. Бар Сингх получил поместья в городах Джак и Маузабад, в нескольких милях к юго-западу от Джайпура. Его внуком был Нару, который основал субклан Нару. Один из его потомков Рао Кальян Сингх потерял свое родовое поместье из-за своей преданности своему вождю Джай Сингху и получил взамен него Мачери в 1639 году, который был отнят у раджпутского клана Бадгуджар.

### Махарао Раджа Пратап Сингх (1740—1791)
Пратап Сингх был сыном Мухаббата Сингха из Мачери. Он родился в 1740 году. Будучи ещё молодым, он был послан, чтобы освободить знаменитый форт Рантамбор в 1759 году, который был осаждён маратхами под предводительством Гангадхара Таутии. Он проявил большую храбрость и умение в битве, которая произошла в деревне Канкод. Маратхи бежали прочь.
Однажды астролог при дворе Джайпура предсказал, что Рао обретёт княжеский титул. Опасаясь его возвышения, против него вынашивались придворные интриги. В 1765 году в него даже стреляли. Почувствовав опасность для своей жизни, он покинул Джайпур и немедленно прибыл в Раджгарх. Из Раджгара он отправился к Джавахару Сингху из Бхаратпура, который приветствовал его и даровал ему джагира из деревни Дехра. В 1768 году Джавахар Сингх оскорбил джайпурского раджу и посетил священное озеро Пушкар близ Аджмера. На обратном пути на него напали раджпуты Бхаратпура, которых он оскорбил и разгромил при Маонда-Мандхоли в горах Танварати, в 60 милях к северу от Джайпура. «Победа была в значительной степени обусловлена переходом Пратапом Сингхом своих сторонников на сторону своего сюзерена накануне битвы. Его подвигло на это либо оскорбление своей Родины, которое Раджпут не мог вынести, либо желание примириться со своим собственным государем». В результате его лояльности Пратап был восстановлен в своем поместье Мачери, а также получил разрешение построить форт в Раджгархе.
Мадхо Сингх из Джайпура (1728—1768) умер всего через четыре дня после битвы при Маонда-Мандхоли и Пратап Сингх II, младший сын унаследовал трон под опекой матери своего младшего брата. Пратап Сингх приобрел большое влияние при дворе через друзей в совете. В это время Наджаф-хан, имперский военачальник, которому помогали маратхи, начал изгнание джатов из Агры, а затем напал на Бхаратпур. Пратап Сингх присоединился к Наджаф-хану и помог ему в разгроме джатов, «эта своевременная помощь и его последующая помощь в разгроме джатов получили для него титул Рао-Раджи и Санад для Мачхери, чтобы держать непосредственно корону». Пратап Сингх нашел возможность уменьшить крепость Алвар, которая тогда принадлежала джатским принцам Бхаратпура, и захватил её. Он вступил в крепость Алвар в ноябре 1775 года.
Последователи Пратапа Сингха начали владеть им как своим феодалом, как только Форт Алвар был взят. Некоторые из поместий были переданы новому государству. Земли также были вырваны из владений джатов. Он увеличил свое богатство, освободив богатого человека в Танагази от некоторых его владений и разграбив Басву, город, принадлежащий княжеству Джайпур. Этот акт привел к набегу правителя Джайпура лично на форт Раджгарх. Махараджа не смог занять это место и победить своего бывшего вассала из-за союза, который он заключил с маратхами. Он умер 26 сентября 1791 года.

### Махарао Раджа Саваи Бахтавар Сингх (1791—1815)
Пратап Сингх не оставил после себя сыновей. Он избрал странный метод, чтобы выбрать себе преемника. Он пригласил всех своих родственников и знатных людей с их сыновьями в свой дворец. Затем он собрал всех мальчиков, чьи родство с ним и обычные соображения поместили бы их в список претендентов, и попросил их подобрать игрушки по своему выбору, которые были размещены в комнате. Затем он выбрал того, кто выбрал меч и щит, как самого достойного. Этим ребенком был Бахтавар Сингх из Тана (близ Раджгара, Алвар), младший сын Дхир Сингха.
Когда Бахтавар Сингх был в Джайпуре, раджа Джайпура схватил его и не отпускал до тех пор, пока он не отказался от пяти плодородных районов, Бахтавар Сингх вскоре возместил свои потери, заняв земли других вождей, и укрепил свое положение, объединившись с британским правительством. Чтобы противостоять грозной мощи маратхов, он объединил свои войска с войсками британского главнокомандующего лорда Лейка в битве, которая произошла 1 ноября 1803 года в Ласвари, маленькой деревушке в восьми милях к юго-востоку от Рамгара.
14 ноября 1803 года Махараджа Бахтавар Сингх из Алвара заключил с англичанами оборонительный и наступательный договор. Договор также предусматривал, что внешние сношения Альвара должны регулироваться британским правительством, но правительство обязалось не «вмешиваться в дела страны Махарао Раджи». Британцы не стали требовать дани. Эта победа установила британское господство в Северной Индии. Вождь Алвара был награжден даром Парганасов Исмаилпура и Мандавара вместе с талуками Дарбарпура, Ратала (Карникот), Мандхана, Гилота, сараи, Биджвара, Нимраны (которая впоследствии была восстановлена раджой как феодальная часть Алвара), Дадри, Лохару и Будваны. Вакил Ахмад Бакш-хан получил в награду районы Ферозпур (от британского правительства) и Лохару (285 квадратных миль) от правителя Алвара с титулом наваба.
Говорят, что он сошел с ума вечером своего правления и показал свое безумие главным образом своей жестокостью к мусульманам, мечети были разрушены до основания; гробницы Галиба шахида в Альваре и Сайяда Джалалуддина в Бахадурпуре были выкопаны, а жилище Камаля Чисти (племянника Салима Чисти) в Альваре было разрушено. Соблюдение намаза и принесение жертв были запрещены. Майор Паулетт утверждает, что он предоставил факирам возможность отрезать носы или творить чудеса и что однажды он послал горшок с носами и ушами своему старому вакилу в Лохару Говорят, что британские войска вторглись в государство по просьбе императора в Дели, и когда войска достигли Бахадурпура, страна была спасена от разрушения, предложив несколько лакхов рупий Наваб Ахмад Бакш-Ханом. Другие утверждают, что войска были посланы не по просьбе императора, чтобы отомстить за вред, причиненный мусульманам в Алваре, а потому, что РАО нарушило договор с британцами, приобретя Дубби и Сикраи.
Рао Бахтавар Сингх скончался в 1815 году. Одна из его наложниц, по имени Музи, совершила обряд сати (ритуальное самосожжение) на могиле раджи.
В договоре с лордом Лейком он именовался махараджей Саваи Бахтаваром Сингхом. По-видимому, ни Империя Великих Моголов, ни Великобритания не предоставили напрямую ни одного из названных титулов, хотя первый, без сомнения, был присвоен, как только государство стало независимым, а второй был принят в подражание мхарадже Джайпура или, возможно, в прямом соперничестве с ним.

### Махарао Раджа Саваи Вини Сингх (1815—1857)
Бахтавар Сингх хотел усыновить своего племянника Вини Сингха, сына своего брата Салаха Сингха из Тана, Но Рао умер до завершения официальных церемоний. Придворные фракции сговорились против Вини Сингха и возвели на трон Балванта Сингха, незаконнорожденного сына покойного правителя. Самозванцу было всего шесть лет. Самым главным его сторонником был Наваб из Лохару. Через некоторое время партия Вини Сингха одержала верх, и самозванец был взят в плен. В 1826 году, при наступлении британских войск, махараджа уступил Балванту Сингху. Претендент, проживавший в Тиджаре, умер в 1845 году бездетным.
Майор Паулетт отводит Вини Сингху высокое место и замечает, что он был образцом хорошего туземного вождя старой школы, хотя временами он был жесток. Управление государством ранее осуществлялось без системы, но с помощью некоторых мусульманских вельмож из Дели, которых вождь взял к себе на службу и сделал диванами около 1838 года; большие изменения были внесены в административную систему.
Он был великим покровителем искусств и литературы и привлекал к своей службе художников и искусных ремесленников из разных частей Индии. Он оставил много великолепных памятников своему имени, таких как большой обширный дворец в городе и меньший, называемый Моти Дунгри или Вини Вилас. Но его величайшей работой было строительство большого бандха в Силисерхе, который теперь стал прекрасным озером и туристическим центром.
Последние пять лет своей жизни он страдал от паралича. Прикован к постели, как и во время мятежа 1857 года он отобрал лучшую часть своей армии и отправил военный отряд, состоявший примерно из 800 пехотинцев, 400 кавалеристов и четырех пушек, на помощь осажденному британскому гарнизону в Агре. Кавалерия, среди которой были все раджпуты, а остальные, в основном, мусульмане. Отряд мятежников Нимаха и Насирабада напал на них в Ахнере, на дороге между Бхаратпуром и Агрой. Покинутые своим предводителем и магометанской частью войск, включая артиллерию, раджпуты потерпели тяжелое поражение. Вини Сингх умер в августе 1857 года, прежде чем до него дошла печальная весть о поражении.

### Махарао Раджа Саваи Шеодан Сингх (1857—1874)
Вини Сингху наследовал его единственный оставшийся в живых сын Шеодан Сингх, которому в то время было двенадцать лет. Фактическая администрация перешла к его девану. Деван обладал таким властным влиянием на молодого правителя, что тот перенял мусульманский стиль одежды и речи. Ночью 1858 года раджпуты под предводительством Лахдхира Сингха, Тхакура из Биджвада, подняли знамя восстания и напали на дом Девана. Деван, почувствовав опасность, бежал. Когда капитану Никсону, политическому агенту Бхаратпура, сообщили об этом инциденте, он отправился в Алвар. Никсон назначил административный совет под председательством Такура Лахдхира Сингха. Капитан Импи был назначен политическим агентом Алвара в ноябре 1858 года. Он создал новый совет из пяти такуров для спасения администрации, разоренной деванами. Другой совет был также создан для выполнения своих обязанностей наиболее удовлетворительным образом, пока Махарао Раджа не был облечен властью в 1863 году.
Между правителем Алвара и Раджой Нимраны шла длительная борьба. Первый рассматривали последнего как простой джагир государства Алвар, тогда как второй претендовали на полную независимость. Спор закончился в 1868 году, когда Раджа Нимраны получил право пользоваться гражданскими и уголовными полномочиями в пределах своего поместья в соответствии с некоторыми правилами. Он должен был платить ежегодную дань княжеству Алвар, равную 1/8 его земельного дохода и 500 рупий. Таким образом, раджа Нимрана стала ленником и феодалом махараджи Алвара.
Как только махарао получил бразды правления своим государством, он возобновил свои контакты с изгнанным деваном, который продолжал оказывать свое влияние через своих агентов при дворе Алвара. Мусульманские приближенные раджи лишали джагиров чаранов, брахаманов и раджпутов. Это привело к всеобщим волнениям. Когда махарао проигнорировали их жалобы, недовольные раджпуты собрались в Хохаре со своими вооруженными отрядами и решили изгнать мусульман из княжества. Однако капитан Джеймс Блэр, политический агент Восточного Раджпутана, принял своевременные меры и обеспечил восстановление их джагиров. Но махарао был непреклонен и ни на дюйм не сдвинулся с места. После этого фракция прибегла к оружию и осадила Хамирпур. Махарао также послал свои войска, чтобы защитить деревню, но они были разбиты. Майор Каделл, который был агентом в Бхаратпуре, попытался добиться примирения. С разрешения британского правительства он вмешивался в управление государством, увольняя недобросовестных и неэффективных офицеров. Непокорные джагирдары, которые перестали платить подоходный налог, были наказаны. Заговор с целью убийства майора Каделла был раскрыт вовремя и был организован при попустительстве махарао.
Финансовое банкротство государства было неизбежно. Совет состоял из четырех нарука такуров и одного брахмана. Махарао было предоставлено фиксированное пособие и учреждение. Были проведены реформы в системе дорог, проложены почтовые и телеграфные линии, проведено систематическое обследование земель.
Махарао Раджа Саваи Шеодан Сингх, лишенный всякой власти, вел жалкую жизнь, заболел и вскоре скончался.

### Махараджа Савай Мангал Сингх (1874—1892)

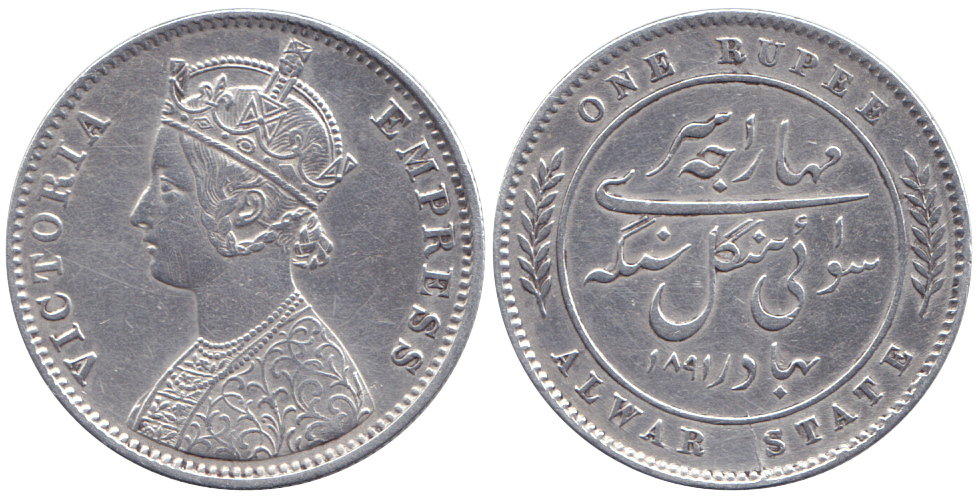
Серебряная монета 1 рупия 1891 года отчеканенная для Алвара. На аверсе портрет королевы Виктории, на реверсе имя и титул махараджи Савай Мангал Сингха на урду.

Правитель не оставил наследника престола, и семьи Барах Котри не были единодушны в его выборе. В конце концов, Британское правительство в Индии выдвинуло двух кандидатов перед барах Котри, Мангал Сингх из Тана был поддержан большинством, и, следовательно, вице-король утвердил его правителем Алвара. Он взошел на престол 14 декабря 1874 года. В то время ему было пятнадцать лет и один месяц.
Молодой правитель поступил в колледж Мейо, Аджмер, 22 октября 1875 года. В феврале 1877 года он женился на второй дочери махараджи Притвисинга, правителя Кишангарха. Его вторая жена была из Ратлама, на которой он женился в 1878 году.
Он был произведен в почетные подполковники британской армии в 1885 году и в следующем году был зачислен в рыцари-великие командоры самого высокого ордена Звезды Индии. В 1889 году он получил почетный титул махараджи в качестве наследственного отличия.
Он умер в возрасте 34 лет, 22 мая 1892 года в Найнитале, из-за чрезмерной дозы спиртного.

### Махараджа Савай Сэр Джей Сингх (1892—1937)
Махарадже Мангале Сингху наследовал его несовершеннолетний сын, Джей Сингх, он получил образование в Мейо-колледже в Аджмере и был облечен верховной властью 10 декабря 1903 года лордом Керзоном. Подего руководством государство было реорганизовано, он участвовал в Делийском дарбаре, состоявшемся по случаю коронации Эдуарда VII в качестве императора Индии. В следующем году махараджа встречался с британским монархом, на 15 декабря 1905 года, когда он посетил эту страну. В 1907—1908 годах официальный язык был изменен с урду на хинди. Британское правительство присвоило ему титул рыцаря-командора Ордена Звезды Индии в 1909 году.
Государство Алвар щедро поддерживало военные усилия британского правительства во время Первой мировой войны. Его воины сражались на разных фронтах — Суэцкий канал, Египет, Синай, Газа и Рафа. 1 января 1915 года махараджа Алвара был назначен почетным подполковником британской армии, а 1 января 1921 года — почетным полковником. В конце войны, 1 января 1919 года, ему было присвоено звание рыцаря-великого командора Ордена Звезды Индии, а 3 июня 1924 года — рыцаря-великого командора Ордена Индийской империи. Он присутствовал на имперской конференции, состоявшейся в Лондоне в 1923 году в качестве представителя Индии и был видной фигурой в Палата князей и на первом круглом столе конференции.
Он был прекрасным игроком в поло и ракетку, знатоком индуистской философии и оратором высшего порядка. Он был выдающейся личностью во многих отношениях и участвовал во многих национальных и международных конференциях. Он часто и бесстрашно давал волю своим идеям национализма. Он всегда красноречиво говорил о прекрасном культурном наследии и величии Индии в целом. Он одинаково владел английским и хинди, а также знал санскрит.
Высшие британские офицеры в Индии уже были недовольны им, потому что он никогда не признавал их превосходства и не подчинялся им. Плохие финансы государства вкупе с агитацией Мео и резней в Нимучане дали британским властям возможность вмешаться в его управление княжеством, и в 1933 году его в конечном счете попросили покинуть княжество. Он умер в Париже 19 мая 1937 года, не оставив ни родного, ни приемного сына.

### Махараджа Тедж Сингх (1937—1947)
Савай Махараджа сэр Тедж Сингх, родившийся 19 марта 1911 года, был возведен на престол 22 июля 1937 года.
Образование достигло больших успехов во время его правления. Был открыт и модернизирован ряд школ. Различные общины также начали создавать общежития с государственной помощью. Также был открыт санскритский колледж. Район, где сейчас стоит цирк надежды, превратился в прекрасный маркетинговый центр. Заключительный период правления Махараджи был омрачен общинным безумием, в результате которого погибло несколько сотен человек, а многие другие мигрировали из государства. После обретения независимости правитель подписал акт о присоединении, который сделал государство составной частью штата Соединённые государства Матсьи.
После раздела Индии в 1947 году княжество Алвар присоединилось к Индийскому союзу, а силы княжества участвовали в убийствах и изгнании мусульманского населения и поощряли их . 18 марта 1948 года государство объединилось с тремя соседними княжескими государствами (Бхаратпур, Дхолпур и Караули), образовав союз Матсья. Этот союз, в свою очередь, слился с Индийским союзом. 15 мая 1949 года штат Соединённые государства Матсьи был объединен с некоторыми другими княжескими государствами и территорией Аджмера, чтобы сформировать современный индийский штат Раджастхан.

## Правители княжества Алвар

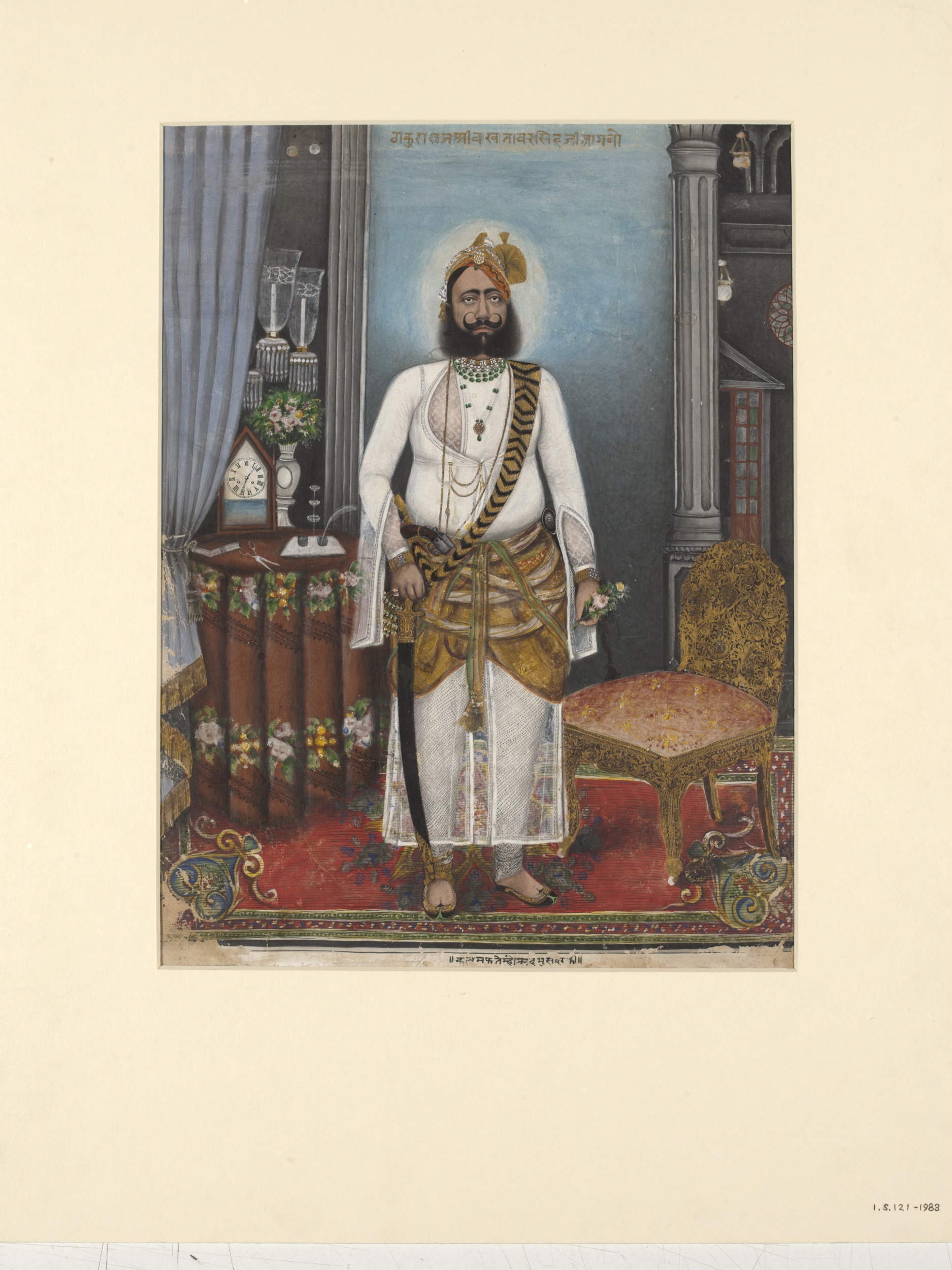
Портрет Тхакура Раджи Бахтавара Сингха,
стоящий в интерьере в европейском стиле

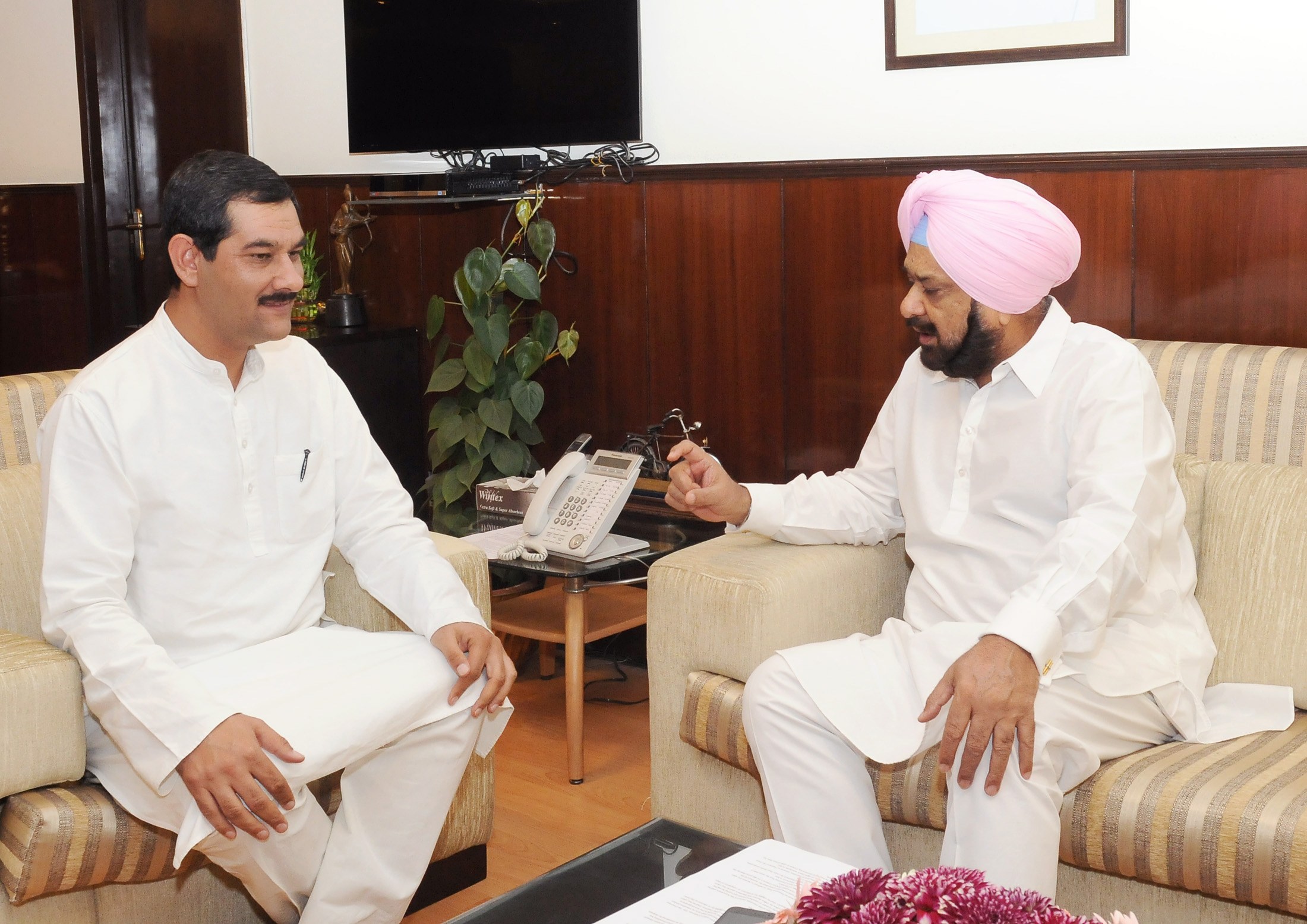
Джитендра Сингх (род. 12 июня 1971), номинальный махараджа Алвара с 2009 года

- 23 ноября 1775 — 26 сентября 1791: Партап Сингх (1 июня 1740 — 26 сентября 1791), первый раджа Алвара. Сын Рао Махабата Сингха, такура Мачери.
- 26 сентября 1791 — 27 января 1815: Бахтавар Сингх Прабхакар (1738 — 27 января 1815), 2-й раджа Алвара, приёмный сын, дальний родственник и наследник (с 1790) предыдущего
- 27 января 1815 — 30 июля 1857: Бэйн Сингх Прабхакар (16 сентября 1808 — 30 июля 1857), 3-й раджа Алвара, приёмный сын предыдущего
- 30 июля 1857 — 11 октября 1874: Шеодан Сингх Прабхакар (сентябрь 1845 — 11 октября 1874), 4-й раджа Алвара, второй сын предыдущего.
- 11 октября 1874 — 22 мая 1892: Сэр Мангал Сингх Прабхакар (25 ноября 1859 — 22 мая 1892), 5-й раджа Алвара, затем 1-й махараджа Алвара (с 1889 года), приёмный сын предыдущего
- 22 мая 1892 — 19 мая 1937: Почетный полковник сэр Джай Сингх Прабхакар (14 июня 1882 — 19 мая 1937), 2-й махараджа Алвара. Единственный сын предыдущего
- 22 июля 1937 — 15 августа 1947: Полковник сэр Тедж Сингх Прабхакар (17 марта 1911 — 15 февраля 2009), последний 3-й правящий махараджа Алвара. Дальний родственник и преемник предыдущего. Тедж Сингх оставался титульным или номинальным махараджей вплоть до своей смерти в Нью-Дели в феврале 2009 года.

## Титулярные махараджи
- 15 августа 1947 — 15 февраля 2009: Полковник сэр Тедж Сингх Прабхакар (17 марта 1911 — 15 февраля 2009), последний 3-й правящий махараджа Алвара. Дальний родственник и преемник Джая Сингха Прабхакара.
- 15 февраля 2009 — настоящее время: Джитендра Сингх (род. 12 июня 1971)[5], внук и преемник предыдущего, сын принца Пратапа Сингха (1938—1976) и Махендры Кумари (1942—2002).

Наиболее вероятным наследником титула является Пратап Сингх Джи Сахиб (род. 24 сентября 2001), единственный сын предыдущего.

## Легенды
Говорят, что махараджа Алвара сэр Джай Сингх Прабхакар посетил выставочный зал Rolls-Royce в Лондоне в 1920 году. Продавцы не обращали на него внимания. Разгневанный, он купил шесть машин, привез их в Алвар и использовал для подметания улиц.

## Реликвии
Городской Дворец Алвар, или Виней Вилас, построенный в 1793 году Раджой Бахтаваром Сингхом, в настоящее время является административным зданием округа.

## Доход
Доход государства Алвар в 1901 году составил 3 200 000 рупий.